# Heiligegeiststraße 25 (Quedlinburg)

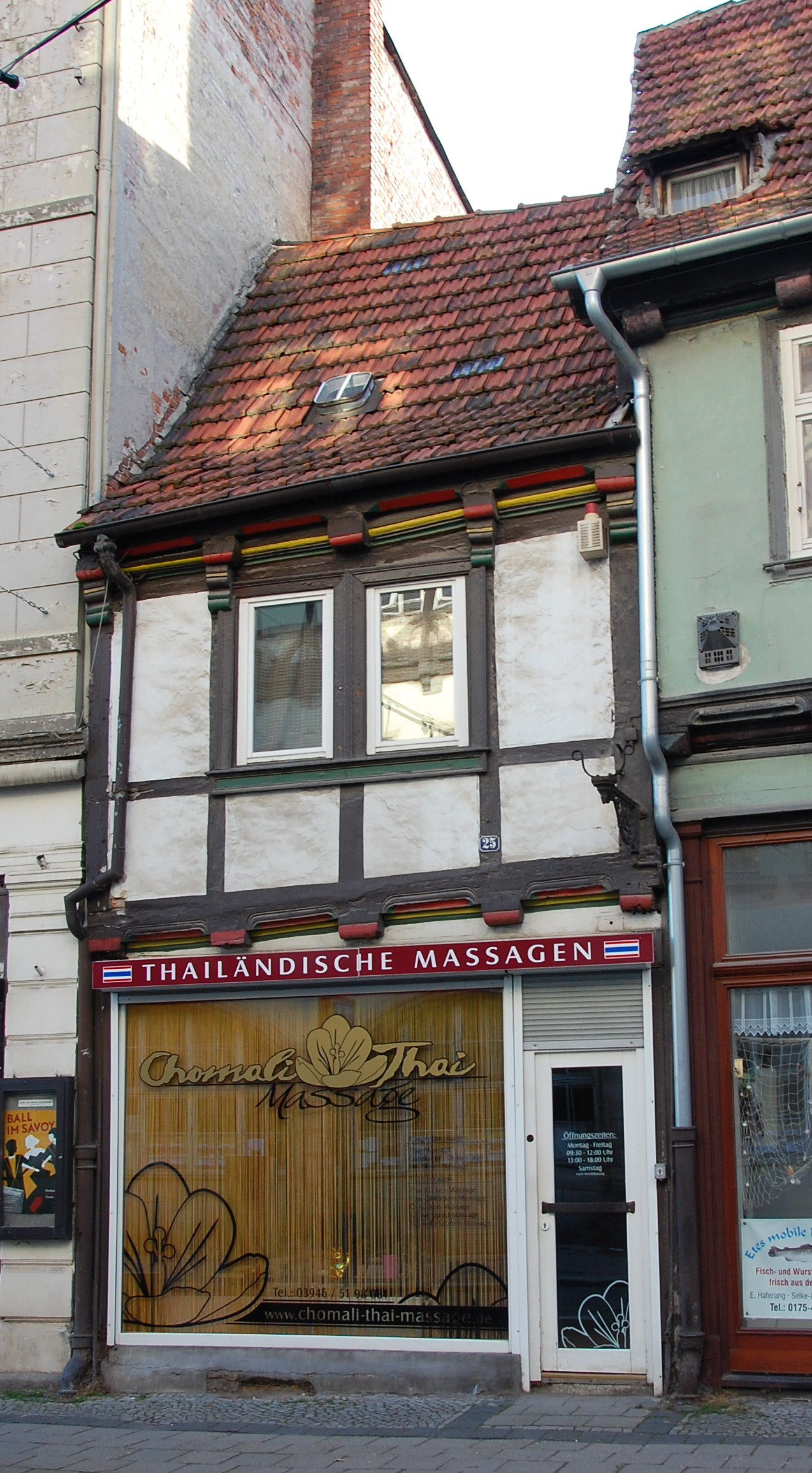
Haus Heiligegeiststraße 25

Das Haus Heiligegeiststraße 25 ist ein denkmalgeschütztes Gebäude in der Stadt Quedlinburg in Sachsen-Anhalt.

## Lage
Es liegt südlich der historischen Quedlinburger Altstadt auf der Südseite der Heiligegeiststraße. Im Quedlinburger Denkmalverzeichnis ist es als Wohnhaus eingetragen. Östlich grenzt das gleichfalls denkmalgeschützte Haus Heiligegeiststraße 24, westlich das Haus Heiligegeiststraße 26 an.

## Architektur und Geschichte
Das zweigeschossige Fachwerkhaus wurde nach einer Bauinschrift im Jahr 1678 gebaut. Es ist im Verhältnis zur umgebenden Bebauung sehr klein. Seine Breite umfasst lediglich fünf Gebinde. Bedeckt ist es mit einem Satteldach. Die Fachwerkfassade ist mit beschnitzten Balkenköpfen, profilierten Knaggen und Schiffskehlen verziert. Trotz mehrfachem Umbau wird seine städtebauliche Wirkung als authentisch eingeschätzt.
Im Erdgeschoss ist ein Ladengeschäft eingefügt, in dem sich seit Dezember 2012 ein Salon für thailändische Massagen befindet (Stand 2013). Am Obergeschoss befindet sich der Rest einer historischen Straßenbeleuchtung.